# جمعية حلف الأطلسي

جمعية حلف الأطلسي (ATA) هي المنظمة المظلة التي تعمل بمثابة شبكة ميسرة في المنطقة الأوروبية- الأطلسية وخارجها. وهذه الجمعية تجمع معاً القادة السياسيين والأكاديميين والدبلوماسيين في محاولة لتعزيز القيم المنصوص عليها في حلف شمال الاطلسي - الديمقراطية، الحرية السياسية، الحرية، السلام، نظام الأمن في التقنية الحديثة، وسيادة القانون.